# Отсечная позиция
Отсечная позиция — военный термин, обозначающий позицию в глубине собственных оборонительных порядков, которая создаётся с целью препятствования действиям противника, направленным на развитие успешного наступления в стороны флангов при прорыве им передовой линии обороны.
Конфигурация отсечных позиций выстраивается с целью использования их как а) опорных рубежей для фланговых контратак по вклинившимся группировкам противника, б) наведения врага на прикрытые огнём заграждения, в) создания огневых мешков и т. п. Отсечные позиции могут использоваться также как рубежи развёртывания резервов или частей второго эшелона. Ценность заблаговременной подготовки отсечных позиций многократно возрастает, если есть риск, что противник использует атомное оружие по частям передовой линии, последствием применения которого может стать обнажение флангов соседних подразделений.